# Yucca sterilis
Yucca sterilis är en sparrisväxtart som först beskrevs av Elizabeth C. Neese och Stanley Larson Welsh, och fick sitt nu gällande namn av Stanley Larson Welsh och Larry C. Higgins. Yucca sterilis ingår i släktet palmliljor, och familjen sparrisväxter. Inga underarter finns listade i Catalogue of Life.